# Impatiens tuberifera
Impatiens tuberifera är en balsaminväxtart som beskrevs av Jean-Henri Humbert. Impatiens tuberifera ingår i släktet balsaminer, och familjen balsaminväxter. Inga underarter finns listade i Catalogue of Life.